# Milovský rybník
Milovský rybník je rybník, který se nachází v osadě Milovy patřící do obce Sněžné v okrese Žďár nad Sázavou v Kraji Vysočina. Geograficky se nachází v Milovské kotlině v pohoří Žďárské vrchy patřící do Hornosvratecké vrchoviny.

## Popis rybníka a jeho historie
Milovský rybník se nachází v Milovech v rekreační oblasti na území chráněné krajinné oblasti Žďárské vrchy. Rybník byl založen v roce 1610 Vilémem Dubským z Třebomyslic. Rybník má plochu 6,5 ha a jeho největší hloubka dosahuje 4 m. Břehy rybníka jsou povětšinou travnaté. U rybníka se nachází hotel Orea Resort Devět skal a také kemp Milovy a několik dalších rekreačních zařízení. Přístup k rybníku a parkování nejsou zpoplatněny. Areál rybníka je významným rekreačním střediskem.
Zdrojem vod rybníka je Černý potok, přítok řeky Svratky (povodí řeky Dyje a Moravy). Milovský rybník je soukromým rybářským revírem. V roce 2021 a 2022 prošel rybník a jeho okolí stavební rekonstrukcí a revitalizací v souladu s ochranou vzácného a chráněného rdestu alpského další ochranou přírody.
Milovský rybník je výchozím bodem turistických tras na okolní skály Dráteničky, Malínská skála, Černá skála, Bílá skála, Devět skal, Čtyři palice a Milovské Perničky.

## Galerie

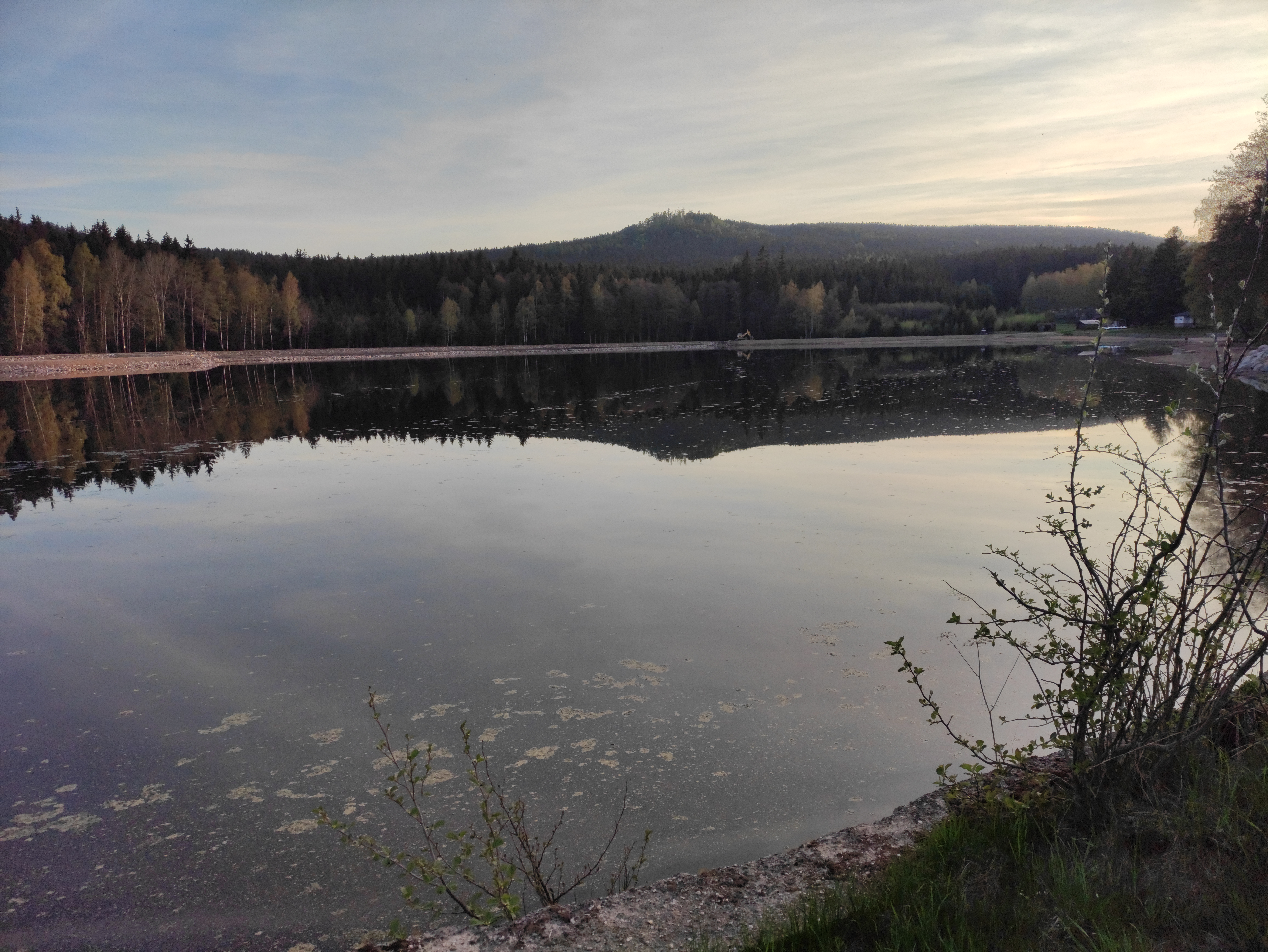
Večer u Milovského rybníka (v pozadí Malinská Skála)
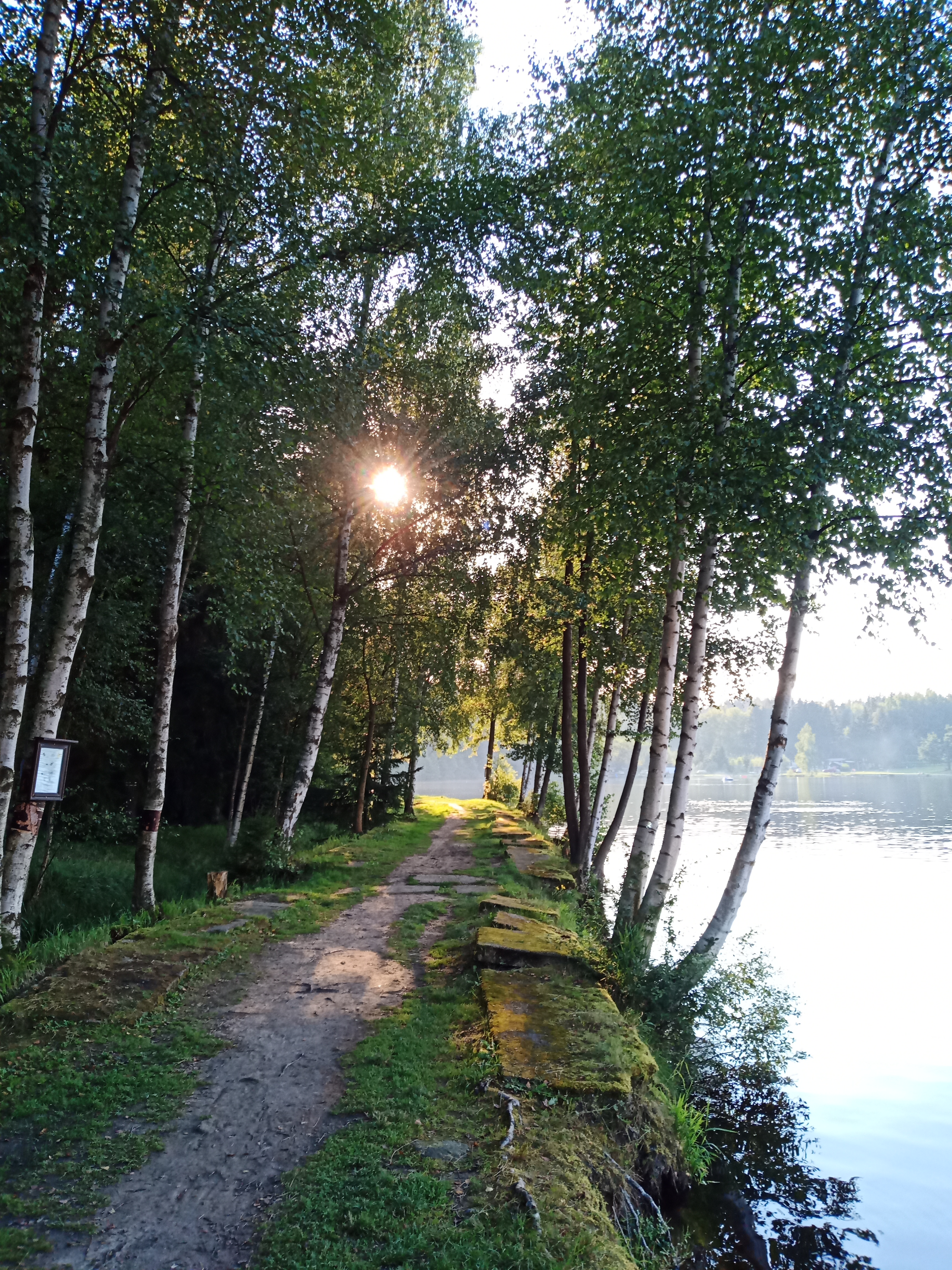
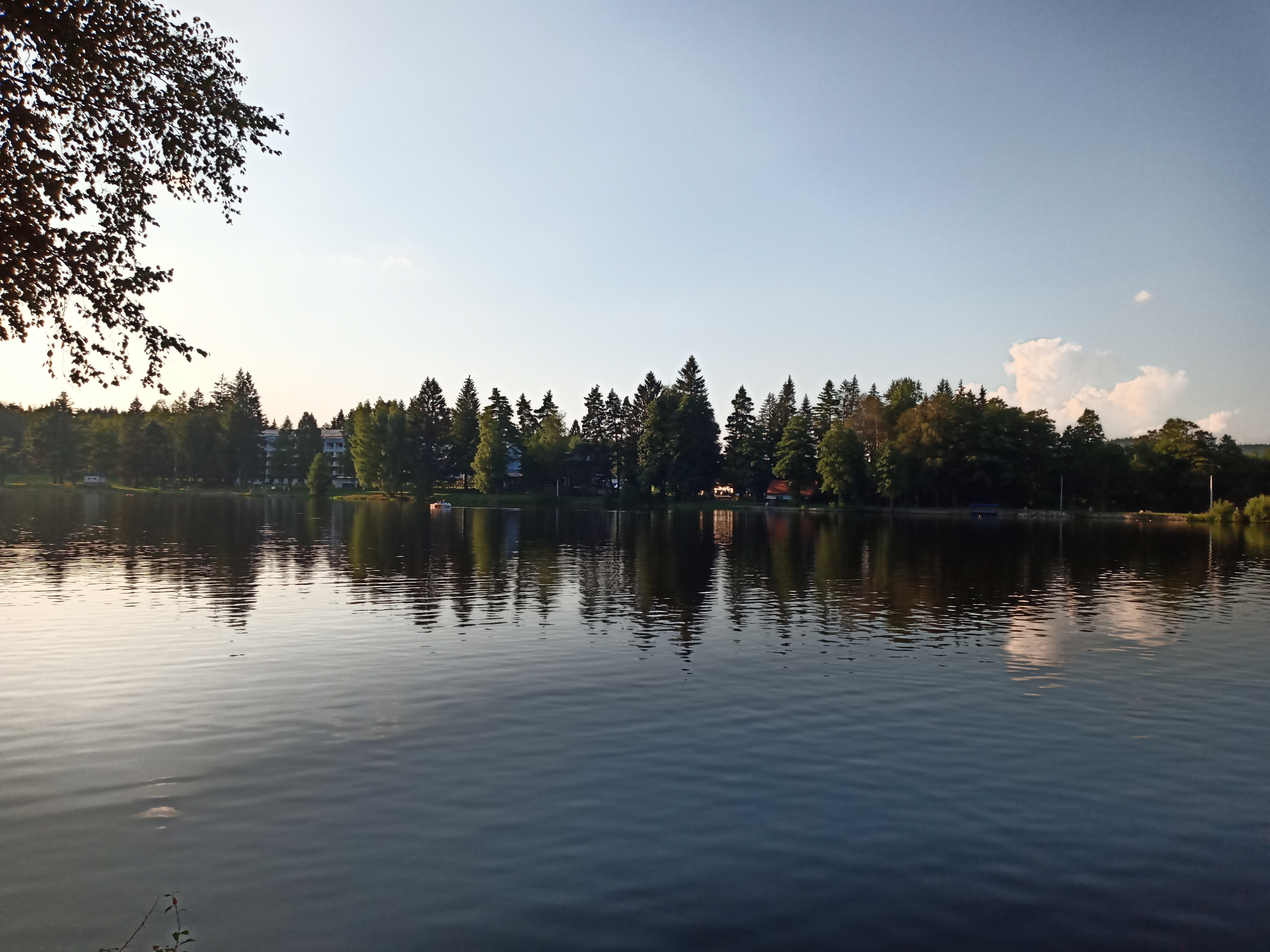
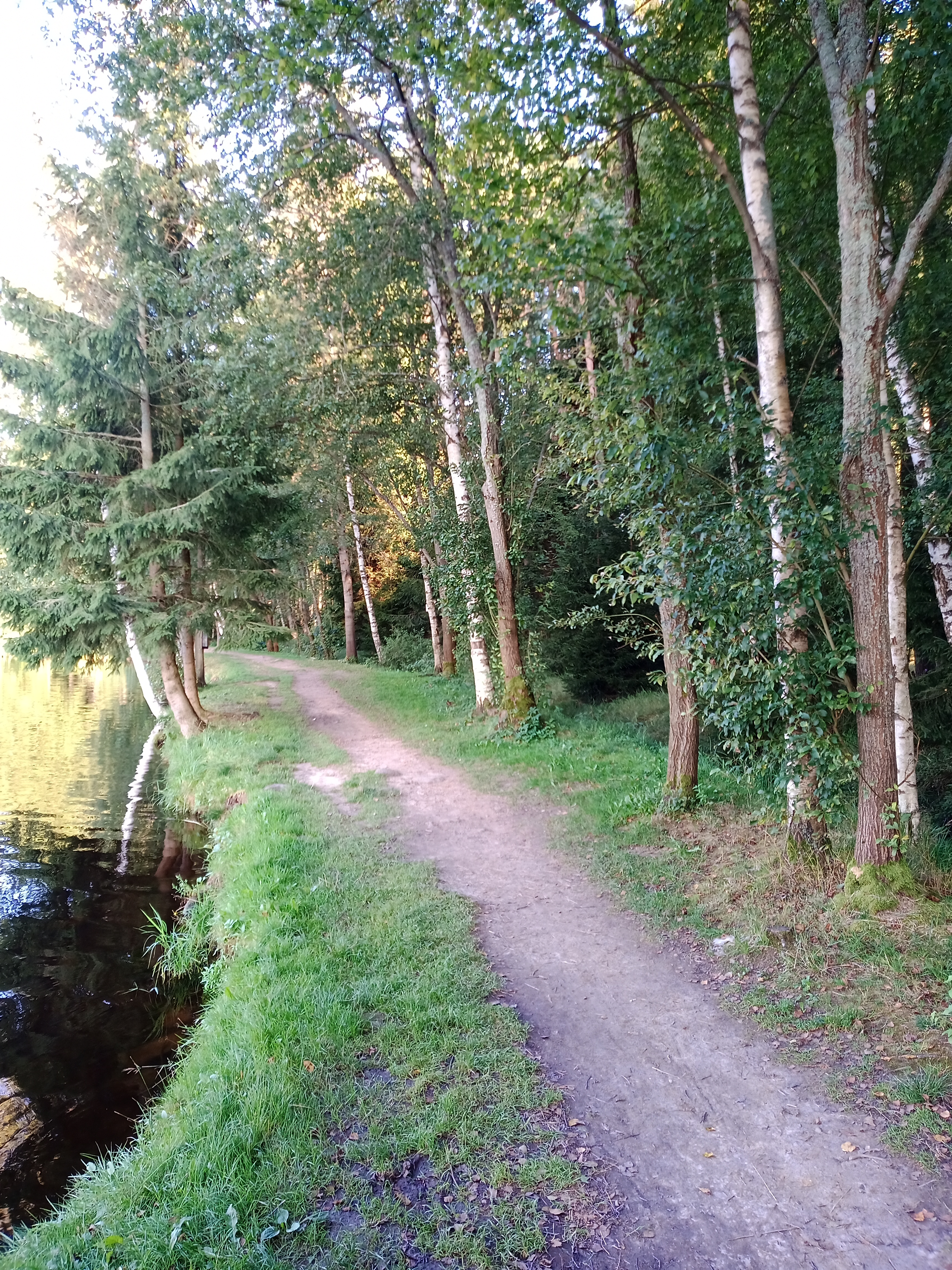
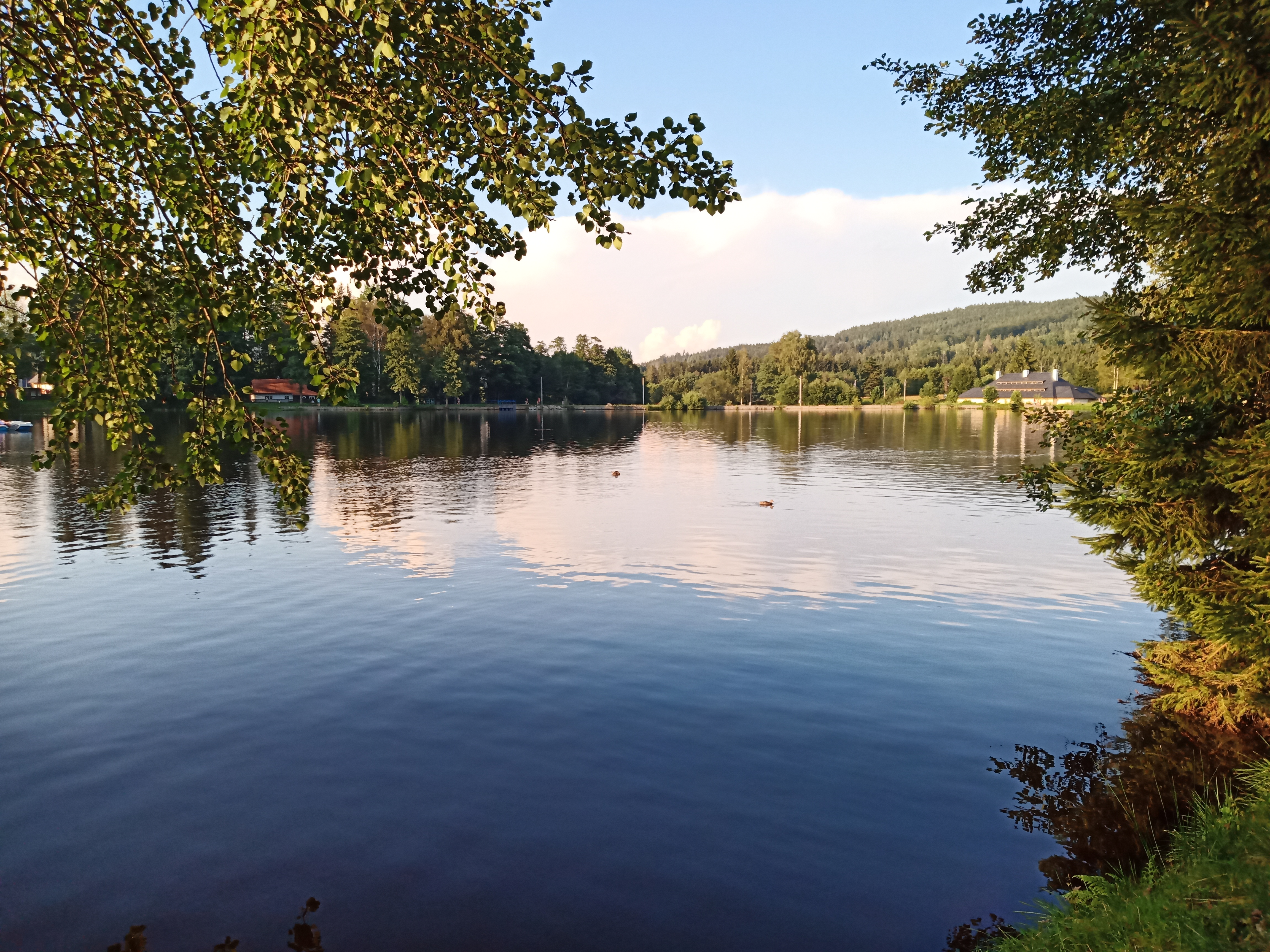